# Томиці (Плешевський повіт)
Томиці (пол. Tomice) — село в Польщі, у гміні Ґізалки Плешевського повіту Великопольського воєводства.
Населення — 576 осіб (2011).
У 1975-1998 роках село належало до Каліського воєводства.

## Демографія
Демографічна структура станом на 31 березня 2011 року:
|          | Загалом | Допрацездатний вік | Працездатний вік | Постпрацездатний вік |
| -------- | ------- | ------------------ | ---------------- | -------------------- |
| Чоловіки | 281     | 75                 | 176              | 30                   |
| Жінки    | 295     | 62                 | 176              | 57                   |
| Разом    | 576     | 137                | 352              | 87                   |